# Arturo Caroti
Arturo Caroti (Firenze, 5 aprile 1875 – Mosca, 9 aprile 1931) è stato un politico e scrittore italiano.

## Biografia
Di famiglia radical-repubblicana, aderì giovanissimo al socialismo, ricoprendo incarichi sempre più importanti nel Partito Socialista Italiano (allora Partito Socialista dei Lavoratori Italiani), giungendo nel 1904 all'elezione al Consiglio comunale di Firenze. Autodidatta, ma appassionato lettore, oltre che di testi politici, dei romanzi di Jules Verne ed Emilio Salgari, pubblicò nel 1903 il suo primo romanzo, Il pallone della morte: (l'aereoferetro) presso la Casa Editrice Nerbini di Firenze, seguito da  L'eredità del capitano Nemo (Genova, Donath Editore, 1904), I massacratori gialli (Firenze, Nerbini, 1904) e La conquista dell'America selvaggia, (Torino, Paravia, 1905). Nel gennaio 1905 emigrò negli Stati Uniti, dove rimase fino all'ottobre del 1913, maturando una notevole esperienza politica e giornalistica che lo condurrà nel 1913 all'elezione al Parlamento italiano. Intransigente neutralista e antimperialista, fu tra i fondatori del Partito Comunista d'Italia. Espulso dal partito nel 1923, nel 1924 si trasferì a Mosca, dove riprese la sua attività di scrittore. Fu anche traduttore di 100%: storia di un patriotta di Upton Sinclair (Milano, Avanti, 1921)

## Opere principali
- Il pallone della morte: (l'aereoferetro), Firenze, Nerbini, 1903
- L' eredità del capitano Nemo, Genova, Donath Edit, 1904
- I massacratori gialli, Firenze, Nerbini, 1904
- La conquista dell'America selvaggia, Torino, Paravia, 1905
- Dopo la guerra: involuzione o rivoluzione?, Milano, Libreria editrice Avanti, 1905
- Per Carlo Tresca: un episodio della lotta di classe in America: solidarietà internazionale, Milano, Libreria editrice Avanti, 1916
- La pace e l'assetto futuro dei popoli: discorso dell'on. Arturo Caroti: tornata parlamentare 19 febbraio 1918, Milano, Libreria editrice Avanti, 1918
- Čikka v Rossii (Cicca in Russia), Moskva-Leningrad 1927;
- Nini i Čikka protiv fascistov (Ninì e Cicca contro i fascisti), Moskva-Leningrad 1927